# Czesław Kawałkowski
Czesław Edwin Kawałkowski (ur. 20 lipca 1914 we Lwowie, zm. 6 stycznia 1945) – leśnik, podporucznik, oficer Polskich Sił Zbrojnych na Zachodzie, odznaczony pośmiertnie Krzyżem Wojennym Orderu Virtuti Militari.

## Życiorys
Syn Bronisława (1888–1940), kapitana intendenta Wojska Polskiego, i Marii z Cywińskich.
W 1936 ukończył Technikum Leśnego w Białowieży. Absolwent PŚSzR-L w Żyrowicach. Był zatrudniony w Lasach Kresów Wschodnich w zasięgu DLP-Lwów.
Podczas II wojny światowej w szeregach 2 Korpusu Polskiego trafił do Włoch i brał udział w kampanii włoskiej. Służył w 10 Batalionie Saperów. Zginął 6 stycznia 1945. Został pochowany na Polskim Cmentarzu Wojennym w Bolonii (położenie 10-A-6)
Pośmiertnie został odznaczony Orderem Virtuti Militari i awansowany do stopnia porucznika.

## Odznaczenie
- Srebrny Krzyż Wojenny Orderu Virtuti Militari V klasy (pośmiertnie, za męstwo w bitwie pod Monte Cassino)[5]